# Razorcuts
Razorcuts est un groupe de pop indépendante britannique, originaire de Londres, en Angleterre.

## Biographie
Razorcuts est formé en 1984 à Londres. Le groupe se centre sur Gregory Webster et Tim Vass (anciens membres de The Cinematics), et plusieurs autres musiciens comme Peter Momtchiloff de Heavenly. Razorcuts est constitué autour de Gregory Webster (chant, guitare) et de Tim Vass (chant, basse). Les chansons sont résolument pop, dans le style des Byrds.  Le groupe publie ses premiers singles sur le label The Subway Organisation, avant de rejoindre Creation Records.
Razorcuts se sépare le 21 avril 1990 ; Vass going formera Red Chair Fadeaway, et Webster to the Carousel et Saturn V,. Le duo se réunit sous le nom de Forever People en 1992 pour un single chez Sarah Records.

## Discographie

### Albums studio
- Storyteller (Creation)
- The World Keeps Turning (Creation)

### Singles
- Big Pink Cake (The Subway Organisation)
- Sorry to Embarrass You (The Subway Organisation)